# Desbancarizado
Un desbancarizado es un adulto que no tiene cuentas de banco propias. Junto con el bancarizado,  pueden confiar en servicios financieros alternativos para sus necesidades financieras, donde estos estén disponibles, logrando así mayores niveles de inclusión financiera.

## Razones
Algunas de las principales razones por las que existen personas desbancarizadas son por las siguientes:
- Falta de documentación requerida por las instituciones bancarias, tales como contrato de trabajo u otro documento que acredite ingresos monetarios, documentos de identidad (para el caso de extranjeros en situación de inmigración irregular), etc.
- Ingresos mensuales nulos o demasiado bajos que no demuestran suficiente solvencia o liquidez.
- Desconfianza en el sistema bancario.
- Embargos legales
- No acceso cercano a una sucursal bancaria o falta de equipamiento para la banca electrónica y sus modalidades virtuales, como la transferencia electrónica de fondos a través de una computadora o el pago móvil a través de un teléfono celular.

## El desbancarizado en Estados Unidos
El término desbancarizado está descrito por la Corporación Federal de Seguro de Depósitos (FDIC) como aquellos adultos sin una cuenta en un banco u otra institución financiera y se consideran fuera de la corriente por una razón u otra.  El FDIC calcula que hay 10 millones de hogares estadounidenses no bancarizados o bancarizados. La mayoría de ellos son estadounidenses nacidos, mientras que un número creciente son inmigrantes, donde los dos grupos de bajos ingresos tienen como elementos comunes y carecen del saldo mínimo para abrir cuentas corrientes y de ahorro. Según el congresista Hinojosa, la mitad de la población no bancarizada tenía una cuenta bancaria con anterioridad, pero están optando por no tener una cuenta y optan por utilizar los servicios de cambio de cheques y prestamistas de día-de-pago en su lugar. La investigación ha demostrado que los inmigrantes que han experimentado una crisis bancaria en su país de origen son significativamente menos propensos a tener cuentas bancarias en los EE. UU., y los investigadores también encontraron que las tasas más bajas de participación en el mercado financiero tienden a persistir incluso para los inmigrantes que han vivido en los EE. UU. durante varios años. Atributos que contribuyen a estas decisiones varían para cada grupo racial/étnico.
En 2003, Donald E. Powell, Presidente de la FDIC, mencionó una experiencia personal que le llevó a creer que los bancos tienen que hacer un esfuerzo mayor para garantizar el "todos son bienvenidos en la sala de espera", que incluye recibir a la comunidad porque la confianza es importante.
El gobernador Arnold Schwarzenegger comenzó la iniciativa "Banca en California" para ayudar a la población no bancarizada en 2008. Anteriormente, en 2001, un programa de educación financiera llamado Money Smart fue lanzado por la FDIC para ayudar a los descomprendidos financieramente.
Antes de convertirse en presidenta de la FDIC en 2006, Sheila Bair dirigió un proyecto de investigación en el Banco Interamericano de Desarrollo en la Universidad de Massachusetts Amherst para descubrir maneras de ayudar a los inmigrantes latinoamericanos que carecen de servicios bancarios utilizando el sistema bancario de Estados Unidos. Se encontró que la razón principal de que inmigrantes latinos recientes no usan los bancos para enviar dinero es porque no tienen documentos con la condición de extranjero legal. Casi al mismo tiempo el Departamento del Tesoro puso en marcha las regulaciones de la Sección 326 que permiten a los bancos y cooperativas de crédito aceptar la identificación de los gobiernos extranjeros a su propia discreción. Bancos como el Banco Mitchell en Milwaukee han asumido que el Departamento del Tesoro en su relajación de las normas de identificación. Han incluso "ofrecido folletos sobre cómo solicitar una identificación del estado de Wisconsin y la licencia de conducir, e invitó al consulado de México en Chicago a visitar con una unidad móvil que emita tarjetas Matrícula. En Chicago, el Cónsul General de México, Carlos Sada, estima que hasta un 25% de los solicitantes aplican a la Matrícula Consular con el fin de usarla para adquirir cuentas bancarias de EE. UU.

### Beneficios federales para desbancarizados
Una ley federal de Estados Unidos firmada en 1996 contenía una disposición que requiere que el gobierno federal realice pagos electrónicos en 1999. Como parte de la aplicación de la disposición, en 2008 el Departamento del Tesoro de Estados Unidos en conjunto a Comerica Bank ofrecen la tarjeta de débito prepagada MasterCard Direct Express. La tarjeta se utiliza para hacer los pagos a los beneficiarios de beneficios federales que no tienen una cuenta bancaria.